# Victor Ikpeba
Victor Ikpeba   (Benin City, 12 de juny de 1973) és un futbolista nigerià, professional en els anys 90 i 2000.
Jugava a la posició de davanter. Fou 30 cops internacional amb la selecció de futbol de Nigèria, amb la qual participà en la Copa del Món de Futbol 1994 i 1998. Fou medalla d'or als Jocs Olímpics d'Atlanta 1996. A nivell de clubs destacà a l'AS Monaco.

## Trajectòria esportiva
- ACB Lagos: 1989
- RFC Liégeois: 1989-1993 (79 partits/27 gols)
- AS Monaco FC: 1993-1999 (169/55)
- Borussia Dortmund: 1999-2001 (30/3)
- Real Betis Balompié: 2001-2002 (3/0)
- Al-Ittihad Trípoli: 2002-2003
- Charleroi: 2003-2004
- Al-Sadd: 2005

## Palmarès
- Medalla d'or als Jocs Olímpics de 1996.
- 2 Copa d'Àfrica de Nacions
- 1 Lliga belga de futbol
- 1 Lliga francesa de futbol
- Jugador africà de l'any 1997